# Gustav Esmann
Gustav Frederik Esmann (17. august 1860 i København – 4. september 1904 sammesteds) var en dansk journalist og forfatter.

## Opvækst og karriere
Gustav Esmann var søn af oberstløjtnant, senere generalmajor i infanteriet Niels Christian Esmann og bror til officeren Sigvard Esmann. Hans moder, Adelheid født Weber, var af tysk familie, mens hans bedstemoder på fædrene side var norsk. Esmann fødtes i København, gik i Viborg Latinskole 1869-73, i Odense Katedralskole 1873-77 (faderens garnisonssteder) og blev student herfra 1877. Efter filosofikum studerede han i nogle år jura uden synderlig interesse for studiet og opgav det derpå. Han blev ved Politikens stiftelse 1884 fast medarbejder af dette blad, foretrak senere en friere journalistisk virksomhed og skrev i de sidste år i blade og tidsskrifter af forskellig farve og art, bl.a. i Dagens Nyheder teateranmeldelser. Som journalist førte han en smidig pen, var ofte sarkastisk og polemisk og har mere end én gang givet anledning til bladfejder.
Ved siden af denne journalistiske virksomhed er gået en rent litterær, hvis resultat er Gammel Gjæld, to noveller (1885), skitsesamlingen I Kjøbenhavn med illustrationer af Hans Tegner (1891) foruden nogle mindre og større dramatiske arbejder, såsom fireakts-lystspillet I Provinsen (1890) og mest kendt Den kære Familie som blev opført på det Kongelige Teater i 1892; af de andre har I Stiftelsen (1886) været spillet på det kongelige Teater, Pebersvende (1886) på Folketeatret, medens toakts-skuespillet Før Brylluppet blev antaget ved Dagmarteatret.
Han lånte ofte penge fra sine venner, og levede efter devisen: "Sine kreditorer skylder man alt - hvad man kan undvære."
6. juni 1890 ægtede han Fanny Drewsen, datter af papirfabrikant Valdemar Drewsen i Christiania. Han var kendt i det københavnske natteliv under navnet "Lille Es". Esmann blev skudt på et hotelværelse på Centralhotellet i København den 4. september 1904 af sin forsmåede elskerinde Karen Elisabeth Hammerich, som bagefter begik selvmord. Han er begravet på Holmens Kirkegård.
Der findes et bronzerelief af Esmann udført af Harald Quistgaard 1935 i Det kgl. Teater samt et træsnit fra 1897.

## Forfatterskabet
I kvantitativ henseende er Esmanns forfatterskab ikke stort, men det er af ikke ringe lødighed. Esmann var en dygtig stilist, hans prosa forenede Finhed med naturlighed og er ofte rig på stemning. Han minder i så Henseende om Vilhelm Topsøe, og som denne er han størst i skildringen af den enkelte situation og dens stemning, der ofte er af betydelig virkning. I Provinsen er et fornøjeligt lystspil med kvikke og karakteristiske figurer, men uden synderlig handling.
Gustav Esmanns skuespil findes bevaret i Dramatisk Bibliotek på Det Kongelige Bibliotek.
I 1907 udkom på forlaget Gyldendal Esmanns Samlede Værker i 3 bind. Samlingen indeholder ikke bogstaveligt talt alle hans værker, men den har samlet et bredt udvalg:
- Bind 1: Gammel Gæld, Europa i København, Livet er-
- Bind 2: I Stiftelsen, Pebersvende, I Provinsen, Før Brylluppet, Enkemænd, Den kære Familie
- Bind 3: Den store Maskerade, Teatret, Det gamle Hjem, Alexander den Store, Fader og Søn